# Camper Van Beethoven
Camper Van Beethoven är en amerikansk rockgrupp bildad i Kalifornien i början av 1980-talet, bildad kring sångaren David Lowery. 
Camper Van Beethoven gjorde sig kända på den amerikanska alternativ rock-scenen med en säregen blandning av gitarrpop, ska och folkmusik, där multiinstrumentalisten Jonathan Segels fiol var ett karakteristiskt inslag i ljudbilden. Förutom de tvära genrekasten bidrog Lowerys absurda texter och kryptiska låttitlar, ofta med hänvisning till historiska personer och geografiska platser, till en lekfull och udda framtoning.

## Historik
Med debutalbumet Telephone Free Landslide Victory (1985) fick gruppen en kulthit med låten "Take the Skinheads Bowling". En låt som fick förnyad uppmärksamhet som ledmotiv i Michael Moores Oscar-belönade dokumentärfilm Bowling for Columbine från 2002.
1986 följde två skivor i samma ostyriga anda som debuten, II & III och den självbetitlade Camper Van Beethoven, varifrån låten "Good Guys & Bad Guys" fick flitig speltid på amerikanska MTV. På Our Beloved Revolutionary Sweetheart (1988) hade gruppen fångats upp av skivbolagsjätten Virgin och albumet hade en renare produktion än de tidigare med fler låtar av mer radiovänligt snitt. Vid Key Lime Pie (1989) hade Segel lämnat bandet, som nu spelade en rakare och mer traditionell rock, dock alltjämt med fiol i sättningen. Covern på Status Quos "Pictures of Matchstick Men" blev en mindre hit, men kort därpå splittrades gruppen efter en stormig turné. 
Efter att Lowery under 1990-talet varit verksam i gruppen Cracker släpptes 2002 en ny skiva med Camper Van Beethoven, Tusk, som låt för låt var en nyinspelning av Fleetwood Macs skiva med samma namn, enligt gruppen själva ett experiment för att se om bandet fortfarande fungerade ihop. New Roman Times (2004), den första skivan med nya låtar på 15 år, åtföljdes av nya liveframträdanden i USA och Europa.

## Diskografi
- 1985 – Telephone Free Landslide Victory
- 1986 – II & III
- 1986 – Camper Van Beethoven
- 1988 – Our Beloved Revolutionary Sweetheart
- 1989 – Key Lime Pie
- 2002 – Tusk (cover av Fleetwood Macs album – Tusk)
- 2004 – New Roman Times
- 2008 – Popular Songs of Great Enduring Strength and Beauty (samlingsalbum)